# Cieśnina Cuszimska
Cieśnina Cuszimska (jap. 対馬海峡 Tsushima-kaikyō) – cieśnina w południowo-zachodniej części Morza Japońskiego. Stanowi część Cieśniny Koreańskiej, położona jest na wschód od wyspy Cuszima (Tsushima). Oddziela Cuszimę od wyspy Kiusiu (Kyūshū). Jej szerokość wynosi ok. 100 km, a w najwęższym miejscu 65 km. Jej głębokość wynosi ok. 90 m.